# Sciora di Fuori
La Sciora di Fuori, o Sciora Dafora, (3169 m s.l.m.) è una montagna del gruppo di Sciora, nei Monti della Val Bregaglia (Alpi Retiche occidentali).

## Descrizione
Dal versante dell'Albigna è poco appariscente e sembra una spalla della Pioda di Sciora. Sulla val Bondasca precipita invece con uno spigolo affilato ed alte pareti verticali, le più imponenti del gruppo.

## Itinerari
La prima salita fu compiuta per la cresta nord-est il 6 luglio 1892 dal russo Anton von Rydzewski con le guide Mansueto Barbaria, di Cortina d'Ampezzo, e Christian Klucker, engadinese di Fex.
Sulle verticali muraglie del versante ovest si sono cimentati alcuni dei migliori alpinisti dagli anni sessanta in poi. 
La prima salita della parete ovest è stata realizzata nel 1960 da Georges Livanos con Roger Lepage, Marc Vaucher, Jack Canali, Romano Merendi, Gigi Alippi, Luciano Tenderini.
L'itinerario più estetico rimane però quello che percorre lo spigolo nord-ovest, tracciato nel 1933 da K. Simon e W. Eippert, e modificato poi a più riprese a causa di grandi crolli che ne hanno modificato alcuni tratti (750 m, TD+ 6c A1).